# Escopete
Escopete es un municipio y localidad española de la provincia de Guadalajara, en la comunidad autónoma de Castilla-La Mancha. El término tiene una población de 79 habitantes (INE 2024).

## Geografía
Su término municipal limita con Pastrana, Yebra, Hontoba, Escariche y Hueva.  Cuenta con una población de 62 habitantes (INE 2015), distribuidos en 19,01 km² y dos núcleos de población: Escopete y Monteumbría.

## Historia
Perteneció a la Orden de Calatrava entre los siglos XII y XV. El municipio ya es citado en las Relaciones topográficas de Felipe II, en las que se hace referencia a su pequeño castillo y a la iglesia parroquial de Nuestra Señora de la Asunción (románica, siglo XIII), destruida parcialmente durante la Guerra Civil.
Perteneció a la villa de Pastrana hasta mediados del siglo XVI en que, junto con Sayatón, fue desgajada y adquirida por el marqués de Mondéjar.
A mediados del siglo XIX, el lugar contaba con una población censada de 236 habitantes. La localidad aparece descrita en el séptimo volumen del Diccionario geográfico-estadístico-histórico de España y sus posesiones de Ultramar de Pascual Madoz de la siguiente manera:

ESCOPETE: v. con ayunt. en la prov. de Guadalajara (5 leg), part. jud. de Pastrana (1), aud. terr. de Madrid (11). c. g. de Castilla la Nueva, dióc. de Toledo (17): sit. en un cerro con libre ventilacion y clima frio pero sano: tiene 60 casas; la de ayunt.; escuela de instruccion primaria concurrida por 17 alumnos, bajo la direccion del sacristán que solo percibe por el primer cargo 300 rs. y una corta retribucion de los discípulos; una fuente de abundantes y buenas aguas, con su caño y un pilon de piedra; 1 igl. parr. de entrada (La Asuncion de Ntra. Sra.) servida por 1 cura cuya plaza se provee por concurso; el cementerio aun cuando se halla unido á la parr., en nada perjudica á la salubridad: confina el térm. N. Hontova y Hueva; E. y S. Pastrana, y O. Escariche; dentro de él se encuentra el despoblado de Sevér, y las fuentes tituladas del Val y de la Artizuela: el terreno participa de llano y quebrado, pero no se encuentran cerros de grande elevacion: en general es flojo y no de los mas feraces; la mayor parte de secano, á escepcion de unas 74 fan. que se riegan con las aguas de un manantial llamado Fuente Guijarro y las del arroyo de Valdelagua que brota entre los confines de Escopete y Hontova; se hallan en cultivo 884 fan. en esta forma: las 74 de regadío, consideradas como de primera clase, 450 de segunda y 300 de tercera; hay ademas 3000 olivos, 60,000 vides y dos montes de encina y roble cuya cabida será de 350 á 400 fan. caminos, los que dirigen á los pueblos limítrofes, todos en mal estado, ya por la escabrosidad del terreno, y ya por la incuria y abandono con que generalmente se miran los medios de comunicacion. correo: se recibe y despacha en la estafeta de Pastrana por un cartero, llega martes, jueves y sábado; y sale lunes, miércoles y viernes. prod.: trigo, cebada, avena, centeno, vino, aceite, poco cáñamo y algunas legumbres, leñas de combustible y carboneo, y yerbas de pasto con las que se cria ganado lanar, cabrio, vacuno, mular y asnal; hay caza de perdices, conejos y liebres. ind.: la agrícola, el carboneo, y algunos telares de lienzos ordinarios para el consumo de los vecinos. comercio: esportacion del carbón para Madrid y otros puntos, y de los frutos sobrantes á Pastrana, en cuyos mercados se surten de los art. que les faltan. pobl.: 63 vec., 236 alm. cap. prod.: 945,560 rs. imp.: 85,100. contr.: 4,878 rs. 16 mrs. presupuesto municipal: 2,000 rs., se cubre con el arbitrio de las tiendas de abaceria y merceria y en caso de déficit, por reparto vecinal.
(Madoz, 1847, p. 526)

## Demografía
Escopete cuenta con una población de 79 habitantes (INE 2024).
| Gráfica de evolución demográfica de Escopete entre 1842 y 2021                                                      |
| |
| Población de derecho según los censos de población del INE Población de hecho según los censos de población del INE |